# NGC 5994
NGC 5994 é uma galáxia espiral barrada (SBbc) localizada na direcção da constelação de Serpens. Possui uma declinação de +17° 52' 23" e uma ascensão recta de 15 horas, 46 minutos e 53,2 segundos.
A galáxia NGC 5994 foi descoberta em 9 de março de 1851 por William Parsons.